# Haplodrassus
Genre
Synonymes
- Phoeodrassus Lohmander, 1944

- Tuvadrassus Marusik & Logunov, 1995

Haplodrassus est un genre d'araignées aranéomorphes de la famille des Gnaphosidae.

## Distribution
Les espèces de ce genre se rencontrent en Asie, en Europe, en Afrique et en Amérique du Nord.

## Liste des espèces
Selon World Spider Catalog (version 26, 14/04/2025) :
- Haplodrassus aenus Thaler, 1984
- Haplodrassus alexeevi Ponomarev & Shmatko, 2017
- Haplodrassus ambalaensis Gajbe, 1992
- Haplodrassus atarot Levy, 2004
- Haplodrassus bechuanicus (Tucker, 1923)
- Haplodrassus belgeri Ovtsharenko & Marusik, 1988
- Haplodrassus bengalensis Gajbe, 1992
- Haplodrassus bicornis (Emerton, 1909)
- Haplodrassus bohemicus Miller & Buchar, 1977
- Haplodrassus caffrerianus (Purcell, 1907)
- Haplodrassus calceatus (Purcell, 1907)
- Haplodrassus canariensis Schmidt, 1977
- Haplodrassus caspius Ponomarev & Belosludtsev, 2008
- Haplodrassus caucasius Ponomarev & Dvadnenko, 2013
- Haplodrassus chamberlini Platnick & Shadab, 1975
- Haplodrassus chotanagpurensis Gajbe, 1987
- Haplodrassus cognatus (Westring, 1861)
- Haplodrassus concertor (Simon, 1878)
- Haplodrassus crassipes (Lucas, 1846)
- Haplodrassus creticus (Roewer, 1928)
- Haplodrassus dalmatensis (L. Koch, 1866)
- Haplodrassus dentatus Xu & Song, 1987
- Haplodrassus dentifer Bosmans & Abrous, 2018
- Haplodrassus deserticola Schmidt & Krause, 1996
- Haplodrassus dixiensis Chamberlin & Woodbury, 1929
- Haplodrassus dregei (Purcell, 1907)
- Haplodrassus dumdumensis Tikader, 1982
- Haplodrassus eunis Chamberlin, 1922
- Haplodrassus gilvus (Tullgren, 1910)
- Haplodrassus gooldi (Purcell, 1907)
- Haplodrassus guiyangensis Yan & Yu, 2021
- Haplodrassus hatsushibai Kamura, 2007
- Haplodrassus helenae (Purcell, 1907)
- Haplodrassus huarong Yin & Bao, 2012
- Haplodrassus hunanensis Yin & Bao, 2012
- Haplodrassus ibericus Melic, Silva & Barrientos, 2016
- Haplodrassus invalidus (O. Pickard-Cambridge, 1872)
- Haplodrassus ivlievi Ponomarev, 2015
- Haplodrassus jacobi Gajbe, 1992
- Haplodrassus kanenoi Kamura, 1995
- Haplodrassus kibonotensis (Tullgren, 1910)
- Haplodrassus kulczynskii Lohmander, 1942
- Haplodrassus lilliputanus Levy, 2004
- Haplodrassus longivulva Bosmans & Hervé, 2018
- Haplodrassus lophognathus (Purcell, 1907)
- Haplodrassus lyndae Abrous & Bosmans, 2018
- Haplodrassus lyratus (Purcell, 1907)
- Haplodrassus lyriger (Simon, 1909)
- Haplodrassus macellinus (Thorell, 1871)
- Haplodrassus maculatus (Banks, 1904)
- Haplodrassus masculus (Tucker, 1923)
- Haplodrassus mayumiae Kamura, 2007
- Haplodrassus medes Zamani, Chatzaki, Esyunin & Marusik, 2021
- Haplodrassus mediterraneus Levy, 2004
- Haplodrassus mimus Chamberlin, 1922
- Haplodrassus minor (O. Pickard-Cambridge, 1879)
- Haplodrassus miryangensis Seo, 2017
- Haplodrassus moderatus (Kulczyński, 1897)
- Haplodrassus montanus Paik & Sohn, 1984
- Haplodrassus morosus (O. Pickard-Cambridge, 1872)
- Haplodrassus nabozhenkoi Ponomarev, 2023
- Haplodrassus nagri Sajid, Zahid, Butt & Shah, 2024
- Haplodrassus nigroscriptus (Simon, 1909)
- Haplodrassus nojimai Kamura, 2007
- Haplodrassus omissus (O. Pickard-Cambridge, 1872)
- Haplodrassus orientalis (L. Koch, 1866)
- Haplodrassus ovatus Bosmans & Hervé, 2018
- Haplodrassus ovtchinnikovi Ponomarev, 2008
- Haplodrassus paramecus Zhang, Song & Zhu, 2001
- Haplodrassus pargongsanensis Paik, 1992
- Haplodrassus ponomarevi Kovblyuk & Seyyar, 2009
- Haplodrassus pseudosignifer Marusik, Hippa & Koponen, 1996
- Haplodrassus pugnans (Simon, 1880)
- Haplodrassus qashqai Zamani, Chatzaki, Esyunin & Marusik, 2021
- Haplodrassus reginae Schmidt & Krause, 1998
- Haplodrassus rhodanicus (Simon, 1914)
- Haplodrassus rufipes (Lucas, 1846)
- Haplodrassus rufus (Savelyeva, 1972)
- Haplodrassus rugosus Tuneva, 2004
- Haplodrassus sataraensis Tikader & Gajbe, 1977
- Haplodrassus securifer Bosmans & Abrous, 2018
- Haplodrassus sesquidentatus (Purcell, 1908)
- Haplodrassus signifer (C. L. Koch, 1839)
- Haplodrassus silvestris (Blackwall, 1833)
- Haplodrassus soerenseni (Strand, 1900)
- Haplodrassus solitarius (Purcell, 1907)
- Haplodrassus splendens (Tucker, 1923)
- Haplodrassus stationis (Tucker, 1923)
- Haplodrassus stuxbergi (L. Koch, 1879)
- Haplodrassus taepaikensis Paik, 1992
- Haplodrassus taibo (Chamberlin, 1919)
- Haplodrassus tegulatus (Schenkel, 1963)
- Haplodrassus tehriensis Tikader & Gajbe, 1977
- Haplodrassus tesselatus (Purcell, 1907)
- Haplodrassus tortuosus (Tucker, 1923)
- Haplodrassus triangularis Bosmans, 2018
- Haplodrassus typhon (Simon, 1878)
- Haplodrassus umbratilis (L. Koch, 1866)
- Haplodrassus vastus (Hu, 1989)
- Haplodrassus yinae Liu, 2022

## Systématique et taxinomie
Ce genre a été décrit par Chamberlin en 1922 dans les Gnaphosidae.
Phoeodrassus a été décrit comme un sous-genre.
Tuvadrassus a été placé en synonymie par Murphy en 2007.

## Publication originale
- Chamberlin, 1922 : « The North American spiders of the family Gnaphosidae. » Proceedings of the Biological Society of Washington, vol. 35, p. 145-172.